# Нівелія
Горянка (Nivellia Mulsant, 1863) — рід жуків з родини Скрипунових.

## Різноманіття
В Україні поширеним є один вид:
- Горянка скривавлена (Nivellia sanguinosa Gyllenhal, 1827)